# Miss Monde 1989
Miss Monde 1989, est la 39e élection de Miss Monde, qui s'est déroulée au Hong Kong Convention and Exhibition Centre de Victoria, à Hong Kong, le 22 novembre 1989.
La gagnante est la Polonaise Aneta Kręglicka, Miss Pologne 1989 succédant à l'Islandaise Linda Pétursdóttir, Miss Monde 1988, et devenant ainsi la première Miss Pologne et la première Polonaise de l'histoire à remporter le titre, six ans après la première participation du pays au concours. 
78 pays et territoires ont participé à l'élection. 

## Résultats
| Résultat final  | Candidates |
| --------------- | --- |
| Miss Monde 1989 | - Pologne - Aneta Kręglicka |
| 1re dauphine    | - Canada - Leanne Caputo |
| 2e dauphine     | - Colombie - Mónica María Isaza Mejía |
| 3e dauphine     | - Thaïlande - Prathumrat Woramali |
| 4e dauphine     | - États-Unis - Jill Renee Scheffert |
| Top 10          | - Australie – Natalie Tania McCurry - Îles Vierges américaines – Vania Thomas - Irlande – Barbara Ann Curran - Maurice – Jeanne Françoise Nathalie Clement - Royaume-Uni – Suzanne Younger |

## Reines de beauté des continents
| Continent | Candidate                               |
| --------- | --------------------------------------- |
| Afrique   | Maurice - Jeanne-Françoise Clément      |
| Amérique  | Canada - Leanne Caputo                  |
| Asie      | Thaïlande - Prathumrat Woramali         |
| Caraïbes  | Îles Vierges américaines - Vania Thomas |
| Océanie   | Australie - Tania McCurry               |
| Europe    | Pologne - Aneta Kręglicka               |

## Candidates

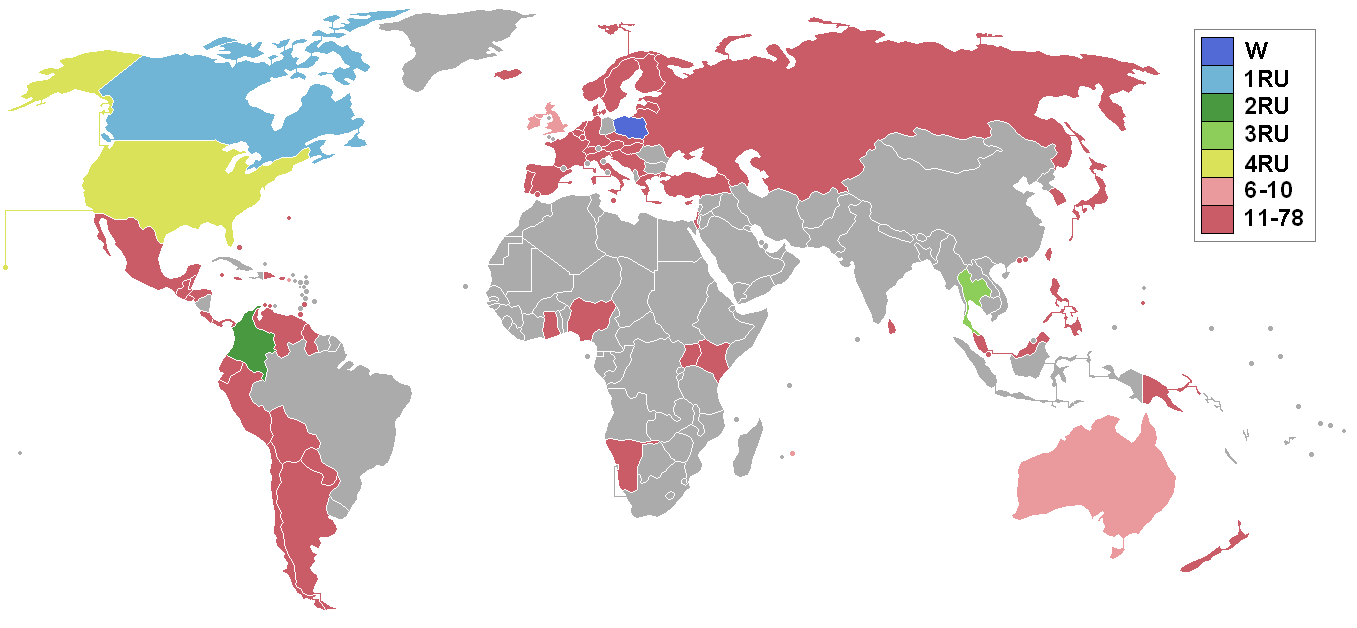
Pays des participantes et résultats

| Pays                            | Candidate                                       | Âge    | Domicile                   |
| ------------------------------- | ----------------------------------------------- | ------ | -------------------------- |
| Allemagne                       | Jasmine Bell                                    | 20 ans | Berlin                     |
| Argentine                       | Patricia Weidenhofer                            | NC     | La Pampa                   |
| Aruba                           | Delailah Odor-Wever                             | 20 ans | Oranjestad                 |
| Australie                       | Natalie Tania McCurry (°1966-†2014)             | 23 ans | Sydney                     |
| Autriche                        | Marion Amann                                    | NC     | Vienne                     |
| Bahamas                         | Carolyn Moree                                   | NC     | Nassau                     |
| Belgique                        | Greet Ramaekers                                 | 18 ans | Limbourg                   |
| Belize                          | Martha Badillo                                  | 20 ans | San Pedro                  |
| Bermudes                        | Cherie Tannock                                  | NC     | Warwick                    |
| Bolivie                         | María Victoria Julio                            | 18 ans | Tarija                     |
| Canada                          | Leanne Caputo                                   | 22 ans | Milton                     |
| Chili                           | Claudia Celis Bahamondes                        | NC     | Santiago                   |
| Chypre                          | Irma Voulgari                                   | 17 ans | Larnaca                    |
| Colombie                        | Mónica María Isaza Mejía                        | 20 ans | Medellín                   |
| Corée                           | Kim Hye-ri                                      | 20 ans | Séoul                      |
| Costa Rica                      | María Antonieta Sáenz Vargas                    | NC     | San José                   |
| Curaçao                         | Supharmy Sadjie                                 | 19 ans | Willemstad                 |
| Danemark                        | Charlotte Pedersen                              | NC     | Holstebro                  |
| Équateur                        | Ximena Paulette Correa Jarre                    | 19 ans | Machala                    |
| Espagne                         | Eva María Pedraza López                         | 18 ans | Cordoue                    |
| États-Unis                      | Jill Renee Scheffert                            | 20 ans | Oklahoma City              |
| Finlande                        | Åsa Maria Lovdahl                               | 20 ans | Helsinki                   |
| France                          | Stephanie Zlotkowski                            | 17 ans | Monflanquin                |
| Ghana                           | Afua Amoah Bonsu                                | NC     | Accra                      |
| Gibraltar                       | Audrey Gingell                                  | 19 ans | Gibraltar                  |
| Grèce                           | Katerina Petropoulou                            | 19 ans | Athènes                    |
| Guam                            | Cora Taitano Yanger                             | 18 ans | Mangilao                   |
| Guatemala                       | Rocío Lerma de la Vega                          | 24 ans | Guatemala                  |
| Guyana                          | Lyla Shalimar Ryhaan Majeed                     | 21 ans | Georgetown                 |
| Hollande                        | Liesbeth Caspers                                | 21 ans | Voorhout                   |
| Honduras                        | Belinda Bodden Álvarez                          | 18 ans | San Pedro Sula             |
| Hong Kong                       | Ewong Yung-Hung                                 | 21 ans | Hong Kong                  |
| Hongrie                         | Magdolna Gerlóczy                               | 18 ans | Budapest                   |
| Îles Caïmans                    | Michelle Garcia                                 | 20 ans | Grand Cayman               |
| Îles Vierges américaines        | Vania Thomas                                    | 19 ans | Saint-Thomas               |
| Irlande                         | Barbara Ann Curran                              | 16 ans | Dublin                     |
| Islande                         | Hugrún Linda Guðmundsdóttir                     | 20 ans | Reykjavík                  |
| Italie                          | Paola Mercurio                                  | 17 ans | Naples                     |
| Israël                          | Ronit Siton                                     | 19 ans | Jerusalem                  |
| Jamaïque                        | Natasha Lee Marcanik                            | 19 ans | Kingston                   |
| Japon                           | Kaori Muto                                      | 22 ans | Tokyo                      |
| Kenya                           | Grace Chabari                                   | NC     | Mombasa                    |
| Lettonie                        | Ina Magone                                      | 19 ans | Liepāja                    |
| Luxembourg                      | Chris Scott                                     | 22 ans | Luxembourg                 |
| Macao                           | Guilhermina Madeira da Silva Pedruco            | 19 ans | Macao                      |
| Malaisie                        | Vivien Chen Shee Yee                            | NC     | Kuching                    |
| Malte                           | Marika Micallef                                 | 18 ans | Għargħur                   |
| Maurice                         | Jeanne-Françoise Nathalie Clément (°1969-†2017) | 21 ans | Beau Bassin-Rose Hill      |
| Mexique                         | Nelia María Ochoa Arteaga                       | 19 ans | Veracruz                   |
| Namibie                         | Emarencia Esterhuizen                           | 23 ans | Windhoek                   |
| Nigeria                         | Bianca Onoh                                     | 21 ans | Enugu                      |
| Norvège                         | Bente Brunland                                  | 23 ans | Oslo                       |
| Nouvelle-Zélande                | Helen Rowney                                    | 19 ans | Auckland                   |
| Ouganda                         | Doreen Lamon-Opira                              | 23 ans | Kampala                    |
| Panama                          | Gloria Stella Quintana                          | 19 ans | Panama                     |
| Papouasie-Nouvelle-Guinée       | Joycelin Leahy                                  | 24 ans | Port Moresby               |
| Paraguay                        | Alicia María Jaime Villamayor                   | NC     | Asunción                   |
| Pérou                           | Maritza Zorrilla Priori                         | 20 ans | Lima                       |
| Pologne                         | Aneta Kręglicka                                 | 24 ans | Gdańsk                     |
| Philippines                     | Estrella Singson Querubin                       | 20 ans | Manille                    |
| Porto Rico                      | Tania Collazo                                   | 18 ans | Orocovis                   |
| Portugal                        | Maria Angelica Mira Rosado                      | 18 ans | Lisbonne                   |
| République dominicaine          | Irma Guillermina Mauriz Pimentel                | 23 ans | San Felipe de Puerto Plata |
| Royaume-Uni                     | Suzanne Younger                                 | 23 ans | Caerphilly                 |
| Saint-Vincent-et-les-Grenadines | Anna Young                                      | 18 ans | Kingstown                  |
| Salvador                        | Ana Estela Aguilar                              | 20 ans | San Salvador               |
| Singapour                       | Jacqueline Ang                                  | 18 ans | Singapour                  |
| Sri Lanka                       | Serena Danvers                                  | 21 ans | Colombo                    |
| Suède                           | Lena Berglind                                   | 20 ans | Gothenburg                 |
| Suisse                          | Catherine Mesot                                 | 23 ans | Wil                        |
| Taipei chinois                  | Wang Min-Yei                                    | 22 ans | Taipei                     |
| Tchécoslovaquie                 | Jana Hronkova                                   | 20 ans | Košice                     |
| Thaïlande                       | Prathumrat Woramali                             | 17 ans | Bangkok                    |
| Trinité-et-Tobago               | Samantha Bhagan                                 | 23 ans | Diego Martin               |
| Turquie                         | Burcu Burkut                                    | 19 ans | İzmir                      |
| Union soviétique                | Anna Gorbunova                                  | 21 ans | Zelenograd                 |
| Venezuela                       | Fabiola Candosin (°1970-†2019)                  | 18 ans | Caracas                    |
| Yougoslavie                     | Aleksandra Dobraš                               | 17 ans | Banja Luka                 |

## Observations